# Wapen van De Wijk

Wapen van De Wijk

Het wapen van De Wijk bestaat uit het gedeelde wapenschild van de voormalige gemeente De Wijk, een ontwerp van G.A. Bontekoe. De beschrijving luidt: 
"In keel negentien penningen van goud, geplaatst 4, 5, 4, 3, 2 en 1, en een schildhoofd van zilver met vijf linkerschuinbalken van keel. Het schild gedekt met een gouden kroon van drie bladeren en twee paarlen."

## Geschiedenis
Het wapen is de combinatie van twee geslachten waarmee de gemeente verbonden is geweest. De negentien penningen zijn afkomstig van het familiewapen van Van den Clooster, die in de 14e eeuw genoemd worden als eigenaren van havezate De Havixhorst. Huis ten Clooster was een leen van het graafschap Bentheim, het wapen van Bentheim werd door de Van den Cloosters overgenomen. Hun wapen had een brisure in de vorm van een zilveren schildzoom. De linkerschuinbakken zijn afkomstig van het familiewapen van De Vos van Steenwijk. Ook dit wapen heeft een schildzoom. De schildzoom van beide wapens werd op het gemeentewapen weggelaten. Het wapen werd bij Koninklijk Besluit van 9 juli 1937 aan de gemeente verleend. In 1998 werd de gemeente opgeheven en toegevoegd aan de gemeenten Meppel en De Wolden. Er werden geen elementen uit het wapen van De Wijk overgenomen in de wapens van Meppel en De Wolden.

## Verwante wapens

Van den Clooster
De Vos van Steenwijk